# Izon (Gironde)
Izon (okzitanisch: Ison) ist eine südwestfranzösische Gemeinde mit 6347 Einwohnern (Stand 1. Januar 2022) im Département Gironde in der Region Nouvelle-Aquitaine.

## Lage
Der Ort Izon liegt auf dem linken, in diesem Fall südlichen Dordogne-Ufer in einer Höhe von etwa 20 Metern ü. d. M. Nächstgelegene Stadt ist das etwa 17 Kilometer (Fahrtstrecke) östlich gelegene Libourne; die Großstadt Bordeaux ist etwa 27 Kilometer in südwestlicher Richtung entfernt.

## Bevölkerungsentwicklung
| Jahr      | 1962 | 1968 | 1975 | 1982 | 1990 | 1999 | 2006 | 2018 |
| Einwohner | 1175 | 1323 | 1689 | 2148 | 3361 | 3958 | 5031 | 5878 |

Im 19. Jahrhundert hatte der Ort beständig zwischen 1150 und 1550 Einwohner. Die Reblauskrise und zunehmende Mechanisierung der Landwirtschaft führten in der ersten Hälfte des 20. Jahrhunderts zu einem kontinuierlichen Absinken der Einwohnerzahlen bis auf die Tiefststände von knapp über 1000 Personen in den 1930er und 1940er Jahren. Die Nähe zur Großstadt Bordeaux hat – als Folge der auf dem Lande deutlich niedrigeren Immobilienpreise – in den letzten Jahrzehnten zu einem bedeutenden Anstieg der Bevölkerungszahlen geführt.

## Wirtschaft
Izon lebte jahrhundertelang von der Landwirtschaft, zu der auch der Weinbau gehörte. Die hier produzierten Weine wurden früher hauptsächlich über die Häfen an der Gironde nach England exportiert; heute werden sie über die Appellationen Bordeaux (AOC) und Bordeaux Supérieur (AOC) vermarktet. Der Ort selbst fungiert bis heute als regionales Handels-, Handwerks- und Dienstleistungszentrum. Auch der Tourismus spielt in Form der Vermietung von Ferienwohnungen (gîtes) eine gewisse Rolle im Wirtschaftsleben der Gemeinde.

## Geschichte
Aus vorgeschichtlicher oder antiker Zeit sind bislang auf dem Gemeindegebiet keinerlei Funde zutage gefördert worden. Die Existenz einer romanischen Kirche belegt eine Besiedlungszeit spätestens seit dem Mittelalter.

## Sehenswürdigkeiten

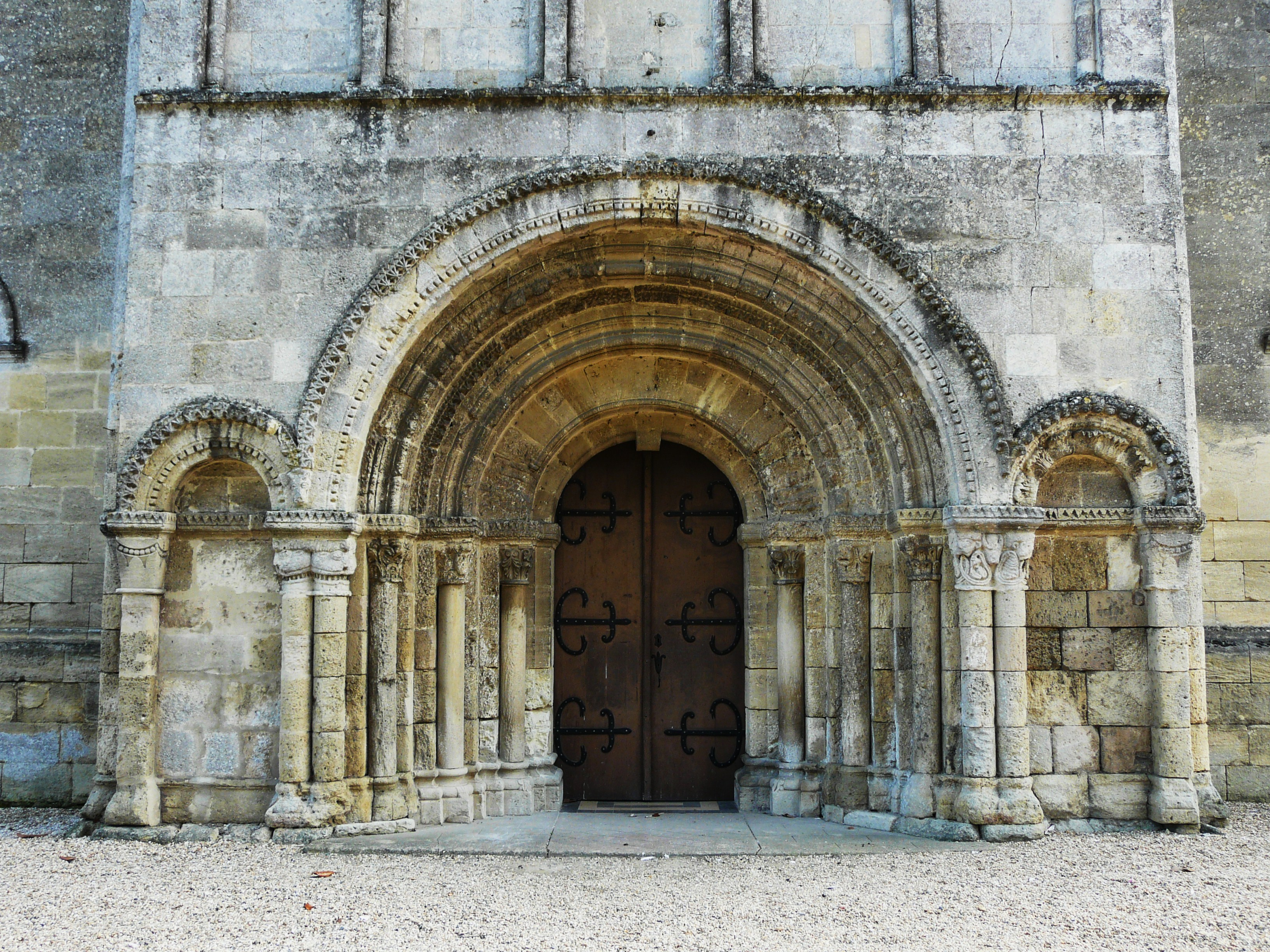
Kirche Saint-Martin

- Von der ursprünglich einschiffigen mittelalterlichen Pfarrkirche Saint-Martin sind noch die Mittelapsis und große Teile der Westfassade mit einer für die Region typischen Portalzone mit Triumphbogenschema und einer darüber befindlichen fünfbogigen Blendarkadenreihe auf Doppelsäulen erhalten. Das Langhaus dagegen wurde in den 1860er Jahren durch den Anbau zweier Seitenschiffe, die jeweils in einer – ebenfalls ergänzten – neoromanischen Apsis münden, erweitert. Der spitz zulaufende Turmhelm (flèche) entstammt derselben Zeit. Der Kirchenbau ist seit dem Jahr 1925 als Monument historique anerkannt.[1]
- Neben der Kirche wurde ein aus dem 17. oder 18. Jahrhundert stammender Brunnen aufgestellt, der ehemals zum Château d’Anglade gehörte.
- Das in Privatbesitz befindliche Château d’Anglade steht am Ufer der Dordogne (44° 55′ 55″ N, 0° 21′ 2″ W). Es wurde im 18. Jahrhundert vom Architekten Victor Louis erbaut und besteht aus einem Hauptbau (corps de logis) mit niedrigeren seitlichen Anbauten. Das Schloss ist seit 1965 ebenfalls als Monument Historique anerkannt.[2]

## Partnergemeinden
- Zagtouli, Burkina Faso

## Persönlichkeiten
- Léo Drouyn (1816–1896), Maler, Architekt und Archäologe